# Tephrina novella
Tephrina novella là một loài bướm đêm trong họ Geometridae.